# Прокоп'єв Вадим Євграфович
Вадим Євграфович Прокоп'єв (біл. Вадзiм Еўграфавiч Пракоп'еў; нар. 4 грудня 1971, Мінськ, Білоруська РСР, СРСР) — білоруський громадський і військовий діяч. У 2020—2021 роках відповідальний за питання безпеки, Міністерства внутрішніх справ та Міністерства оборони в опозиційному Народному антикризовому управлінні. Засновник та заступник командира Білоруського полку «Пагоня» у складі Інтернаціонального легіону територіальної оборони України.

## Біографія
Народився у Мінську 4 грудня 1971 року. Навчався у Мінському вуворовському військовому училищі. Здобув спеціальність «Фінанси та кредит» в мінському Інституті сучасних знань імені А. М. Широкова. Володіє англійською та італійською мовами.
Був відомим у Мінську ресторатором, мав частки у різних закладах і керував ними. У квітні 2020 року став головою Асоціації рестораторів Білорусі. Влітку того ж року заявив, що продає весь білоруський бізнес і переїжджає до іншої країни.

### Громадська діяльність
9 серпня 2020 року були заплановані президентські вибори в Білорусі 2020, у зв'язку з цим, вже до виборів розпочалася протестна активність. В середині липня Прокоп'єв випускає відеоролик на YouTube, де викликає Олександра Лукашенка на дуель. За його словами, він це робив для розвінчання образу «вождя» та руйнування патерналістських традицій влади. На той час Прокоп'єв вже залишив країну і переїхав у Стамбул та перебував у Києві. Прокоп'єв продовжував записувати відеозвернення, викликаючи ще більший резонанс у суспільстві . У своїх відео він звертався як до білоруських громадян, так і до представників влади: голови Центрального виборчого комітету Лідії Єрмошиної, силовиків.
Прокоп'єв намагався об'єднати розрізнені центри білоруської опозиції: ініціював перший круглий стіл опозиції у жовтні 2020 року у Вільнюсі та у січні 2021 року у місті Тракай, але спроби об'єднати опозицію виявилися невдалими. 
Був відповідальним за питання безпеки, Міністерства внутрішніх справ та Міністерства оборони в опозиційному Народному антикризовому управлінні (НАУ), яке створив Павло Латушко . У вересні 2021 року Прокоп'єв залишив НАУ.
Протягом 2021 року, Прокоп'єв вів блог на YouTube під назвою «Радіо Гаага», який згодом був заборонений на території Білорусі.
Перебуваючи у Варшаві брав участь в створенні нового Білоруського полку «Пагоня» у складі Інтернаціонального легіону територіальної оборони України. На думку Прокоп'єва та його сподвижників, воїни цього полку та інші підрозділи білорусів, які перебувають в Україні, після закінчення бойових дій стануть найважливішим інструментом звільнення Білорусі від диктатури. Рекрутинговий центр полку «Погоня» розташований у Варшаві, там же бійці проходять навчання. 
Вадим Прокоп'єв, виступаючи на Форумі демократичних сил Білорусі, зазначив, що без створення альтернативного уряду, білоруська національно-визвольна армія, що зароджується і яка зараз воює в Україні, буде розформована після припинення військових дій або початку переговорів між Росією та Україною. Відповідно, нинішній стан лідерства в білоруській опозиції не може призвести до перемоги над диктатурою.
Під час конференції «Нова Білорусь», організованої штабом Світлани Тихановської, озвучив необхідність організації уряду у вигнанні, аби опозиція являла собою не набір громадянських ініціатив та офісів, а єдиний уряд і могла представляти альтернативну владу Лукашенку, а до Білорусі почали ставитися серйозно як на Заході, так і в Україні, що перебуває у стані війни.
У 2022 році брав участь в Другому Форумі Вільних Народів Постросії. 

### Переслідування
В 2021 році блог Прокоп'єва на YouTube «Радіо Гаага» був заборонений в Білорусі, а Вадима Прокоп'єва оголосили в розшук. У лютому його канал та Telegram-канал суд визнав екстремістськими матеріалами, а в червні 2022 року ці інтернет-ресурси КДБ РБ оголосив екстремістським формуванням. В травні квартиру Прокоп'єва в Мінську розгромив ГУБОЗ РБ .
У листопаді 2022 стало відомо про порушення кримінальної справи проти Прокоп'єва за статтею про створення екстремістського формування або участь у ньому за формування полку «Погоня».
У червні 2023 року Мінський міський суд заочно засудив Прокоп'єва до 25 років колонії за звинуваченням у тероризмі. У грудні того ж року Брестський обласний суд засудив його ще до 25 років колонії та штрафу за кількома статтями кримінального кодексу.